# Sarada
Genre
Sarada est un genre de sauriens de la famille des Agamidae.

## Répartition
Les trois espèces de ce genre sont endémiques d'Inde.

## Liste des espèces
Selon The Reptile Database (13 mai 2016) :
- Sarada darwini Deepak, Karanth, Dutta & Giri, 2016
- Sarada deccanensis (Jerdon, 1870)
- Sarada superba Deepak, Zambre, Bhosale & Giri, 2016

## Publication originale
- Deepak, Giri, Asif, Dutta, Vyas, Zambre, Bhosale & Karanth, 2016 : Systematics and phylogeny of Sitana (Reptilia: Agamidae) of Peninsular India, with the description of one new genus and five new species. Contributions to Zoology, vol. 85, no 1, p. 67-111 (texte intégral).